# گورستان خارزارآبی
گورستان خارزارآبی در شهرستان خرم‌آباد، بخش مرکزی، دهستان کرگاه شرقی، روستای خارزار آبی واقع شده و این اثر در تاریخ ۲۲ اسفند ۱۳۸۵ با شمارهٔ ثبت ۱۸۱۵۳ به‌عنوان یکی از آثار ملی ایران به ثبت رسیده است.